# Особняк Н. В. Кузнецовой
Особня́к Наде́жды Вику́ловны Кузнецо́вой — правый корпус усадебного комплекса промышленника Матвея Кузнецова, официально принадлежавшего его жене.
Усадебный комплекс Кузнецовых был построен в конце XVIII века и полностью перестроен в 1875—1901 годах. Изначально имение включало главный корпус и по два флигеля с каждой стороны. Архитектор Фёдор Шехтель объединил два левых корпуса в самостоятельную усадьбу, а после расширения участка в 1891-м в его правой части возвёл отдельный особняк Надежды Кузнецовой. Во время строительства вестибюля метро «Ботанический сад» главный корпус имения снесли, разделив участок на два самостоятельных владения. Особняк Надежды Кузнецовой с 1991-го занимает центр детского развития «Россия молодая».

### Строительство

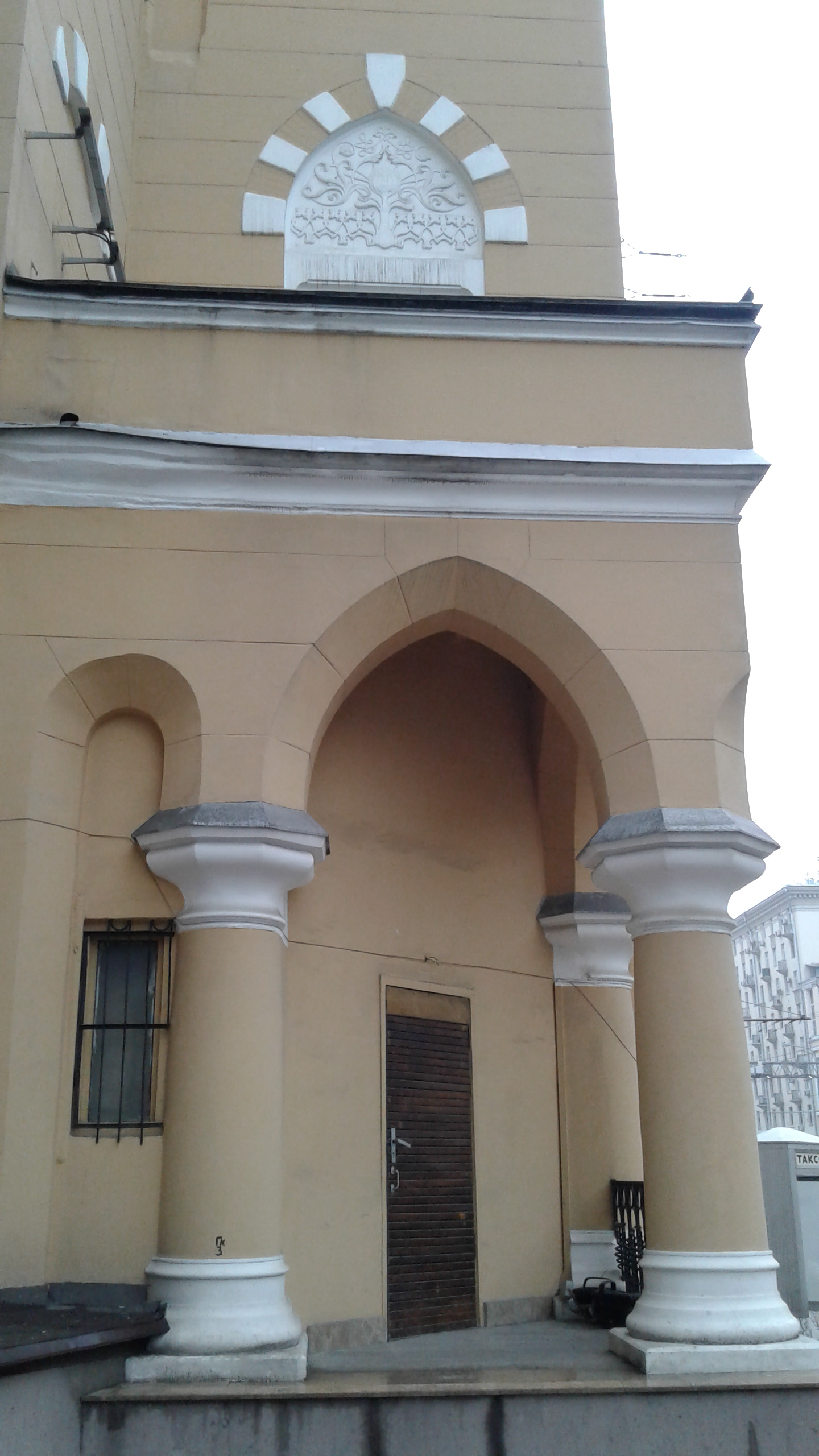
Крыльцо особняка

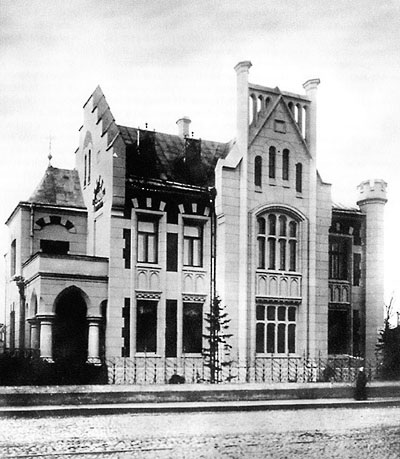
Главный фасад особняка Надежды Кузнецовой, 1896 год

Изначально участок относился к обширному имению майора Сергея Алексеевича Козловского на 1-й Мещанской улице близ храма Филиппа Митрополита. Позднее усадьбу приобрёл ротмистр Елизар Анисимович Зарин, построивший усадебный комплекс по проекту Московской Управы благочиния. Предположительно, строительные работы велись под руководством архитектора Николы Леграна. Главный корпус, украшенный четырёхколонным портиком, симметрично окружали разноэтажные хозяйственные флигеля.
В 1874 году участок приобрёл владелец фарфоровых заводов Матвей Кузнецов. По традиции того времени официально хозяйкой числилась его жена Надежда Викуловна, которая через год запланировала реконструкцию имения по проекту архитекторов Фёдора Шехтеля. Он дополнил главный дом парадной столовой в русском стиле и моленной, а также реконструировал и объединил флигеля в левой части участка. В 1891-м территорию расширили за счёт соседнего имения и в 1894—1896 годах под его руководством справа от главного корпуса возвели новый дом, получивший название «особняк Надежды Кузнецовой». Строительные чертежи в городскую управу представил Владимир Адамович, служивший на тот момент помощником Шехтеля. Предположительно, в работах принимал участие ещё один подмастерье архитектора — Михаил Приёмышев.
Изначально новое здание в правой части комплекса было выполнено в готическом стиле и отличалось сложной композицией. Его украшали стрельчатые окна и декоративные башенки, центром ансамбля стало многочастное широкое окно, свойственное английской храмовой готике. Главный вход в усадьбу архитектор выделил трёхчастным крыльцом с массивным арочным проходом и низкими колоннами в романском стиле. Интерьеры, как и убранство других строений комплекса, включали керамические элементы, выполненные на заводах Кузнецова.

### Использование
Особняк Надежды Кузнецовой возводился для старшего сына хозяина имения Николая Матвеевича. После Октябрьской революции усадьбу национализировали, а бывшие владельцы переехали в Ригу, где располагался принадлежавший им завод. Здание перестроили под квартиры, имущество Кузнецовых раздали всем желающим. В 30-х годах XX века особняк дополнили двумя этажами, ликвидировав остроконечный фронтон и южную часть дома.
Во время строительства вестибюля станции метро Проспект Мира (станция метро, Калужско-Рижская линия) главное здание усадебного комплекса Кузнецовых снесли, сохранив боковые флигели. Они выделились в самостоятельные участки, и особняк Надежды Кузнецовой получил адрес — дом 43 по проспекту Мира. В 1982-м на территории между двух флигелей возвели Инженерный корпус Московского метрополитена. С 1991 года в бывшем особняке Кузнецовой располагался детско-юношеский центр «Россия молодая», ставший в 2014-м подразделением центра творчества «На Вадковском». В июле 2009-го дом получил статус выявленного объекта культурного наследия.